# Mydaea dichroma
Mydaea dichroma este o specie de muște din genul Mydaea, familia Muscidae. A fost descrisă pentru prima dată de Christian Rudolph Wilhelm Wiedemann în anul 1830. Conform Catalogue of Life specia Mydaea dichroma nu are subspecii cunoscute.